# Calliandra rigida
Calliandra rigida är en ärtväxtart som beskrevs av George Bentham. Calliandra rigida ingår i släktet Calliandra och familjen ärtväxter. Inga underarter finns listade i Catalogue of Life.